# Dilochia wallichii
Dilochia wallichii är en orkidéart som beskrevs av John Lindley. Dilochia wallichii ingår i släktet Dilochia och familjen orkidéer. Inga underarter finns listade i Catalogue of Life.